# عصبون أحادي القطب
العصبونات الأحادية القطب هي نوع من العصبونات يمتد من جسمها زائدة عصبية بروتوبلازمية (محور) وحيدة، وسُميت بذلك تمييزا لها عن العصبونات المتعددة الأقطاب التي يمتد من جسمها العديد من الزوائد الشجرية بجانب المحور العصبي. وكذلك تمييزا لها عن العصبونات ثنائية القطب. وتُعرف الخلايا العصبية أحادية القطب التي تبدأ تطورها كعصبونات ثنائية القطب باسم العصبونات الأحادية القطب الزائفة.
تشيع العصبونات أحادية القطب في الحشرات، حيث يقع جسم الخلية غالبًا على أطراف المخ ويكون غير نشط كهربائيًا، وغالبًا ما يمتد من هذه الأجسام زائدة عصبية وحيدة (محور عصبي) متجهة نحو الدماغ، ومع ذلك فقد تتشعب هذه الزائدة العصبية الوحيدة إلى عدد كبير من الفروع مكونة مجموعة من الوصلات المعقدة للغاية مع الزروائد العصبية للعصبونات الأخرى، كما في منطقة اللبد العصبي.
خلايا الفرشاة أحادية القطب هي عصبونات خاصة بالمخيخ والمنطقة الحبيبة في النوة القوقعية الظهرية.
توجد الأعصاب الحسية الأولية في العديد من الأحياء، ومن بينها الفقاريات واللافقاريات، في شكل عصبونات أحداية القطب زائفة، وعادةً ما يكون لها تراكيب خاصة لتحويل أنواع معينة من الإشارات الفيزيائية ( مثل الضوء، الصوت، ودرجة الحرارة) إلى نشاط عصبي كهربائي، حيث لا يوجد زوائد شجرية، في ظل وجود محور وحيد مسؤل عن نقل الإشارات الناتجة إلى الحبل الشوكي أو الدماغ.